# راسموس مينور بيترسن
راسموس مينور بيترسن (بالدنماركية: Rasmus Minor Petersen)‏ هو لاعب كرة قدم دنماركي في مركز الدفاع، ولد في 13 سبتمبر 1988 في سفينبورغ في الدنمارك. لعب مع إف سي هيلسينجور.